# クイズ!その時スーパースターは?
『クイズ!その時スーパースターは?』（クイズ!そのときスーパースターは?）とは、日本テレビ系列で2020年6月29日21:00 - 22:54（JST）に放送されたスポーツクイズバラエティ特別番組である。

## 概要
スーパースターの驚きの行動や発言、ハプニングへの"神対応"など、その出来事が"起こる前"の映像からクイズを出題。

## 出演者

### MC
- 亀梨和也
- 濱家隆一（かまいたち）

### パネラー
- 山内健司（かまいたち）
- 秋山竜次（ロバート）
- 池田美優
- 川口春奈
- 松丸亮吾

### VTR出演
- ガンバレルーヤ
- コロコロチキチキペッパーズ
- 羽根田卓也
- とにかく明るい安村
- 本田真凜
- 本田望結
- 本田紗来
- ノブ（千鳥）
- 山下智久
- 吉武広樹（シェフ）

## スタッフ
- ナレーター：中村悠一、服部伴蔵門
- 企画・演出：柳沢英俊
- 構成：橋本大介
- TM：神田洋介
- SW：三井隆裕
- カメラ：池田純哉
- 音声：滝口祐造
- VE：柳澤圭祐
- 照明：千葉雄
- 技術協力：NiTRO、スタジオヴェルト
- ロケ技術：スウィッシュ・ジャパン、ジーン、ファインスタッフ、KKTイノベート、志村孝幸、山崎智香
- 美術協力：日テレアート
- 美術プロデューサー：高津光一郎
- デザイン：熊崎真知子
- 装置：才原裕二
- 電飾：鈴木雄蒔
- 花飾：原京子
- メイク：山田真歩
- 編集：森田智之、髙橋かな子
- MA：古谷栄美
- 音効：高取謙、久留米勇介、伊藤匡祐
- CGタイトル：キャニットG
- TK：石島加奈子
- リサーチ：中原祐
- 写真提供：アフロ
- 編成：石浜勇樹
- 宣伝：森俊憲
- 協力スタッフ：海老澤明子
- デスク：御手洗万姫
- AD：武田恭平、谷口心、莊司一葉、可知学、菅原滉円、森野宏紀、伊藤大輔、宇井久美香、大城未来
- AP：塚本和也、垣内彬江、金子香
- ディレクター：長谷川たかし、林真央、舩津翔、遠藤寿寛、増田貴也、坂田朋久、吉野達希
- 演出：石川直志／井田隆寛、中澤俊幸
- プロデューサー：荻野陽介、紀内良彦、秋山雅美、栄永英幸、村田聡子、仲田竜馬、吉村真人、増田泰洋、二瓶剛
- チーフプロデューサー：今井田彩
- 制作協力：passion、AXON、ジッピー
- 製作著作：日本テレビ